# برتراند أورليانز براغانزا
دوم برتراند (من مواليد 2 فبراير 1941، في مانديليو لا نابول، فرنسا الفيشية) هو رئيس فرع فاسوراس من بيت أورليان براغانزا والمطالب بالعرش البرازيلي السابق خلف شقيقه لويز من أورليانز-براغانزا في المطالبة في 15 يوليو 2022، ادعى فرع فاسوراس العرش في مواجهة أبناء عمه من فرع بتروبوليس برئاسة الدوم بيدرو كارلوس، لأن كليهما من أبناء أحفاد إيزابيل، الأميرة الإمبراطورية (ابنة الإمبراطور بيدرو الثاني)، إلا أن قيادتهم المتنازع عليها على العائلة الإمبراطورية البرازيلية ترجع إلى نزاع سلالة فيما يتعلق بآبائهم.
كان هو وشقيقه الأكبر لويز منخرطين في الدعوة للملكية في البرازيل. لعب كلاهما أدوارًا رئيسية خلال حملة استفتاء عام 1993 والذي مثل الفرصة الحقيقية الوحيدة حتى الآن لعودة الملكية منذ إعلان الجمهورية في عام 1889، وفي ذلك طُلب من الناس اختيار الشكل الذي سيشكلونه. الحكومة (رئاسية أو برلمانية) وأي شكل من أشكال تنظيم الدولة (جمهورية أو ملكية دستورية ) يجب أن تكون في البرازيل، ومع ذلك لم تكن القضية الملكية ناجحة، حيث حصلت على 13.4% فقط من الأصوات.

## اللقب الملكي
عنوانها حاليا هو: صاحب السمو الإمبراطوري وصاحب السمو الملكي الدوم برتراند ، رئيس البيت الإمبراطوري في البرازيل، أمير البرازيل، أمير أورليانز وبراغانزا، هو المطالب الشرعي لحقوق العرش وتاج البرازيل.